# كينسي وكيتا
كينسي وكيتا (باليابانية: 浮田 健誠) (مواليد 12 يونيو 1997)، هو لاعب كرة قدم كان يلعب كمهاجم.

## وصلات خارجية
- كينسي وكيتا على موقع رابطة كرة القدم اليابانية للمحترفين (اليابانية)
- كينسي وكيتا على موقع قاعدة بيانات كرة القدم.إي يو (الإنجليزية)
- كينسي وكيتا على موقع Soccerway.com (الإنجليزية)
- كينسي وكيتا على موقع عالم كرة القدم.نت (الإنجليزية)